# Victor Niederhoffer
Victor Niederhoffer, né le 10 décembre 1943 à Brooklyn, est un gestionnaire de fonds spéculatifs, champion de squash, auteur à succès et statisticien américain.
Il est le père de Galt Niederhoffer, productrice, réalisatrice et scénariste américaine.

## Biographie
Niederhoffer est né à Brooklyn dans une famille juive. Son grand-père paternel Martin (Martie), comptable et interprète judiciaire , a épousé Birdie (née Kuminsky) en 1916,,. Ses grands-parents maternels étaient Sam et Gertrude Eisenberg. Son père, le Dr Arthur "Artie" Niederhoffer (1917-1981), est diplômé du Brooklyn College en 1937, puis de la Brooklyn Law School , et enfin d'un doctorat de l'Université de New York (1963). Il a servi au département de police de New York pendant 21 ans (il a pris sa retraite en tant que lieutenant), puis a enseigné en tant que professeur de sociologie au John Jay College of Criminal Justice pendant 14 ans. Il a également enseigné à l'université Hofstra , au Brooklyn College , à l'université de New York , au Queens College et à la New York City Police Academy , et a écrit plusieurs livres sur la police et la criminologie, notamment Behind the Shield , The Ambivalent Force , The Gang et The Police Family: From Station House to Ranch House (co-écrit avec sa femme), et a reçu la médaille du président du John Jay College pour ses réalisations dans le domaine de la justice pénale. Sa mère, Elaine (née Eisenberg) Niederhoffer (1925–2006), était une professeure d'anglais, auteure et rédactrice en chef issue d'une longue lignée de rabbins. Son frère Roy Niederhoffer (en), qui est lui-même un gestionnaire de fonds spéculatifs, a travaillé pour Victor et son fonds spéculatif de 1987 à 1992, en négociant des obligations à taux fixe,.
Niederhoffer a étudié les statistiques et l'économie à l'université Harvard (BA 1964) et à l'université de Chicago (Ph.D. 1969). Il a été professeur de finance à l'université de Californie à Berkeley (1967-1972). En 1965, alors qu'il est encore à l'université, il cofonde avec Frank Cross une société appelée Niederhoffer, Cross and Zeckhauser, Inc., une banque d'investissement qui a vendu des entreprises privées à des entreprises publiques. Cette société s'appelle désormais Niederhoffer Henkel et était dirigée par Lee Henkel (mort le 30 mai 2008), l'ancien avocat général de l'IRS. Niederhoffer a été le pionnier d'une approche de marketing de masse dans la banque d'investissement et a réalisé un grand nombre de petites transactions dans cette entreprise. Il a également acheté de nombreuses entreprises privées avec Dan Grossman, son partenaire pendant cette période.
En tant que professeur d'université dans les années 1960 et 1970, Niederhoffer a écrit des articles universitaires sur les inefficacités du marché, ce qui a conduit à la création en 1980 d'une société commerciale, NCZ Commodities, Inc. (alias Niederhoffer Investments, Inc.). Le succès de cette entreprise a attiré l'attention de George Soros. Niederhoffer est devenu un partenaire de Soros et a géré tous les obligations à taux fixe et les devises de 1982 à 1990. Soros a déclaré dans The Alchemy of Finance que Niederhoffer était le seul de ses managers à se retirer volontairement du trading pour lui alors qu'il était encore en avance. Soros tenait Niederhoffer en si haute estime qu'il envoya son fils travailler pour lui pour apprendre à faire du commerce.

## Milieu universitaire
En tant qu'universitaire à Berkeley dans les années 1960, Niederhoffer écrit un certain nombre d'articles sur les anomalies du comportement des marchés boursiers. Son article Market Making and Reversal on the Stock Exchange (1966) a fait de Niederhoffer le père de l'arbitrage statistique et des études sur la microstructure des marchés . Il a utilisé des méthodes innovantes pour rechercher des opportunités sur les marchés boursiers, comme son article The Analysis of World Events and Stock Prices (1971), qui utilisait la taille de la police des journaux imprimés pour déterminer l'importance relative des événements d'actualité et mesurer leur impact sur le marché boursier. Il quitte le milieu universitaire en 1972 pour se consacrer pleinement à ses activités commerciales.

## Pertes de 1997
En 1997, Niederhoffer Investments ne trouve pas beaucoup d'opportunités d'investissement et, après avoir rendu une grande partie de ses fonds à des clients comme George Soros, commence à investir les 100 millions de dollars restants dans des domaines où Niederhoffer a admis plus tard qu'il n'avait pas beaucoup d'expertise. Niederhoffer a décidé d'acheter des actions de banques thaïlandaises, qui avaient fortement chuté lors de la crise financière asiatique, son pari étant que le gouvernement thaïlandais ne permettrait pas à ces sociétés de faire faillite. Le 27 octobre 1997, les pertes résultant de cet investissement, combinées à une baisse de 554 points (7,2 %) en une seule journée de l'indice Dow Jones Industrial Average (la huitième plus forte baisse de points à ce jour dans l'histoire de l'indice), ont obligé Niederhoffer Investments à fermer ses portes. Dans un procès que Niederhoffer a déposé plus tard devant le tribunal de district des États-Unis pour le district nord de l'Illinois contre le Chicago Mercantile Exchange, où il négociait des options, il a allégué que les négociants en bourse s'étaient entendus pour faire baisser le marché ce jour-là afin de le forcer à abandonner ses positions. Les traders de l'époque ont déclaré que Refco pouvait être responsable de 35 millions de dollars des pertes de Niederhoffer.

## Nouveau fonds
Après avoir fermé son fonds en 1997, il a recommencé à négocier pour son propre compte en 1998, après avoir hypothéqué sa maison et vendu sa collection d'argenterie ancienne. Ce fonds original s'appelle Wimbledon Fund, le nom reflétant son amour du tennis. Il a commencé à gérer des fonds pour des clients offshore en février 2002, avec le Matador Fund. Niederhoffer utilise des programmes informatiques propriétaires qui prétendent prédire les mouvements à court terme en utilisant une analyse multivariée des séries chronologiques. Sur une période de cinq ans commençant en 2001, le fonds de Niederhoffer a obtenu un rendement de 50 % par an (composé). Sa pire année dans cette période a été 2004, avec un rendement de 40%. En 2005, il a obtenu un rendement de 56,2 % (comme le rapporte eFinancial News). Le 6 avril 2006, le groupe industriel MarHedge a décerné à Matador Fund Ltd. et Manchester Trading, deux fonds gérés par Niederhoffer, le prix de la meilleure performance d'un conseiller en négociation de matières premières (CTA) pour les deux années 2004 et 2005.
Cependant, les fonds de Niederhoffer ont été pris dans la crise financière des prêts hypothécaires à risque de 2007, et le Matador Fund a été fermé en septembre 2007 après une baisse de valeur de plus de 75%.
De 2000 à 2003, Niederhoffer a co-écrit avec l'écrivain financier Laurel Kenner une colonne hebdomadaire sur les marchés pour CNBC MoneyCentral. Il a co-écrit avec Kenner Practical Speculation (John Wiley & Sons, février 2003), c.e. L'histoire de la vie de Niederhoffer, et les leçons qu'il a apprises, ont été racontées dans le livre de 1997 The Education of a Speculator.

## Squash
Niederhoffer était un joueur de squash hardball et est membre du temple de la renommée du squash. Niederhoffer n'avait jamais joué au squash lorsqu'il est entré à l'université Harvard en 1960, mais il avait pratiqué d'autres sports de raquette. Un an plus tard, il remporte le titre national junior et, au moment où il obtient son diplôme, il est le champion national de squash inter-collégial. Il remporte cinq fois les championnats des États-Unis (un record dépassé uniquement par Stanley Pearson, qui a remporté son sixième en 1923). Il a également remporté trois titres nationaux en double. En 1975, il bat l'un des plus grands joueurs de l'histoire du jeu Sharif Khan en finale de l'US Open (la seule fois où Khan n'a pas réussi à remporter le titre au cours de la période de 13 ans entre 1969 et 1981).

## Palmarès squash

### Titres
- US Open de squash : 1975
- Championnats des États-Unis de squash : 4 titres (1972, 1973, 1974, 1975)